# توماس إتش نيل
توماس إتش نيل (بالإنجليزية: Thomas H. Neill)‏ هو ضابط أمريكي، ولد في 9 أبريل 1826 في فيلادلفيا في الولايات المتحدة، وتوفي بنفس المكان في 12 مارس 1885.